# Cynodonteae

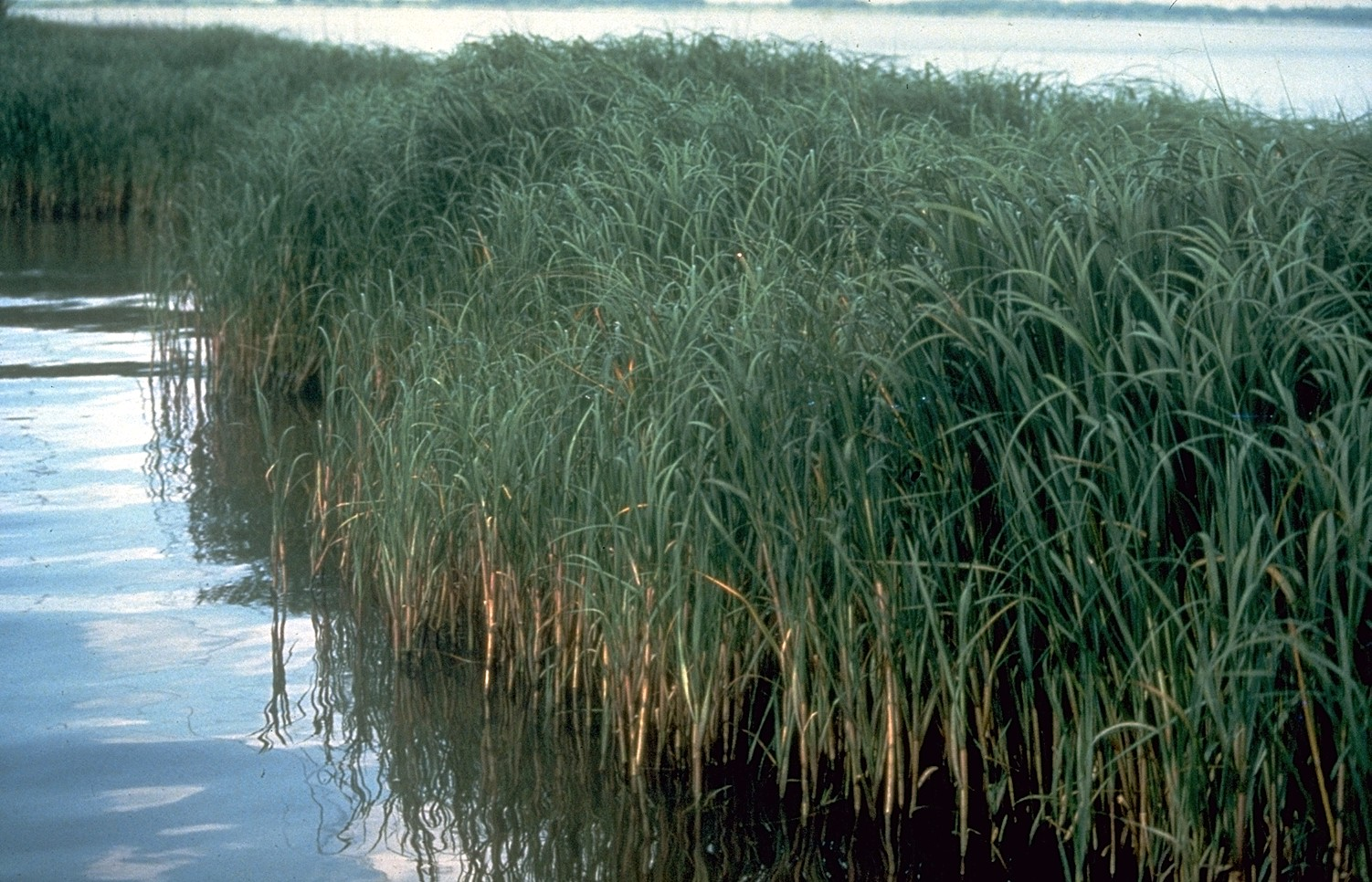
Spartina alterniflora.

Cynodonteae é uma tribo da subfamília Chloridoideae.

## Gêneros

### *Referência:GRIN Taxonomy for Plants USDA
Aegopogon - Afrotrichloris - Astrebla - Austrochloris - Bouteloua - Brachyachne - Catalepis  - Chloris - Chrysochloa - Craspedorhachis - Ctenium - Cynodon - Daknopholis - Decaryella - Dignathia - Enteropogon - Eustachys - Farrago - Gymnopogon - Harpochloa - Hilaria - Kampochloa - Leptothrium - Lepturidium - Lepturopetium - Lintonia - Lopholepis - Melanocenchris - Microchloa - Monelytrum - Mosdenia - Neobouteloua - Neostapfiella - Oxychloris - Perotis - Pleuraphis - Pogonochloa - Polevansia - Pommereulla - Pseudozoysia - Schaffnerella - Schedonnardus - Schoenefeldia - Spartina - Tetrachaete - Tetrapogon - Tragus - Trichloris - Willkommia - Zoysia

### *Referência:Taxonomy Browser NCBI
Acrachne, Aegopogon, Aeluropus, Astrebla, Bouteloua, Brachyachne, Buchloe, Calamovilfa, Catalepis, Chloris, Cladoraphis, Cleistachne, Coelachyrum, Crypsis,
Cynodon, Dactyloctenium, Dinebra, Diplachne, Distichlis, Eleusine, Enteropogon, Entoplocamia, Eragrostiella, Eragrostis, Eustachys, Fingerhuthia, Gymnopogon, Hilaria, Kengia, Leptochloa, Microchloa, Monanthochloe, Monodia, Muhlenbergia, Oxychloris, Perotis, Plectrachne, Polevansia,
Reederochloa, Rendlia, Schedonnardus, Spartina, Sporobolus, Stiburus, Tetrachne, Tetrapogon, Tragus, Trichloris, Trichoneura, Tridens, Triodia, Tripogon, Triraphis, Uniola, Vaseyochloa, Zoysia